# Sax & Dance
Sax & Dance – drugi album Roberta Chojnackiego, wydany w 1996 roku. Zawiera remiksy utworów z poprzedniego albumu Sax & Sex.

## Lista utworów
1. Prawie do nieba (Space Houzz Remix)
2. Sax & Sex (Freestyle)
3. Niecierpliwi (L.A.-Z. Melow Mix)
4. Wielka strata (Flyin Acid Hog Remix)
5. Budzikom śmierć (4.00 AM Mad Remix)
6. Ciągle czekam (Ain't My Fault Remix)
7. Kosmiczny dreszcz (Horny Hip Hop Guitar Remix)
8. Niecierpliwi (L.A.-Z. Instrumental Mellow Dick Remix)

## Autorzy remiksów
- Prawie do nieba, Niecierpliwi, Wielka strata, Ciągle czekam, Kosmiczny dreszcz – Jarogniew Milewski oraz gościnnie – Tomek "FoPa" Furmanek
- Budzikom śmierć – Jarogniew Milewski

Płyta wyprodukowana i zaaranżowana na nowo przez spółkę Milewski/Liroy w studio DEF NOIZZ; zdobyła Fryderyka w kategorii album roku dance / jungle acid / rave / elektronika / muzyka klubowa.

## Muzycy
- Robert Chojnacki - saksofony, EWI, śpiew
- Andrzej Piasek Piaseczny - śpiew
- Michał Grymuza - gitary
- Mirek Stępień - gitara basowa,
- Ian MacDonald - kobzy
- Michał Dąbrówka - perkusja
- Kayah - śpiew (Budzikom śmierć)
- Beata Molak - chórki (Ciągle czekam)
- Piotr Kominek - instrumenty klawiszowe
- Wojtek Wójcicki - instrumenty klawiszowe
- Janusz Skowron - organy Hammonda
- Jarogniew Milewski - instrumenty klawiszowe (Budzikom śmierć)